# Vojtěch Zavadil
Vojtěch Zavadil (19. dubna 1865 Psáry – 4. května 1924 Davle) byl český a československý politik, meziválečný poslanec Revolučního národního shromáždění a senátor Národního shromáždění za Československou sociálně demokratickou stranu dělnickou.

## Biografie
Od mládí se angažoval v sociálně demokratickém hnutí. Byl členem místní samosprávy na Žižkově a byl aktivní v odborech.
V letech 1919-1920 zasedal v Revolučním národním shromáždění. Mandát nabyl v květnu 1919. Profesí byl kontrolorem okresní nemocenské pokladny v Praze ve výslužbě. V parlamentních volbách v roce 1920 získal senátorské křeslo v Národním shromáždění. V senátu zasedal do své smrti roku 1924. Pak ho nahradil Jan Havránek.
Zemřel v květnu 1924, raněn mrtvicí. Národní politika ho v nekrologu označila za schopného organizátora a oblíbeného řečníka. Mrtvice ho postihla během veřejné schůze, krátce poté zemřel.